# Bercial de Zapardiel
Bercial de Zapardiel ist ein zentralspanischer Ort und eine Gemeinde (Municipio) mit 173 Einwohnern (Stand: 2024) in der Provinz Ávila in der Autonomen Region Kastilien-León. 

## Lage und Klima
Bercial de Zapardiel liegt auf der Südseite der Sierra de Gredos in der Provinz Ávila in einer Höhe von ca. 805 m. 
Die Entfernung nach Ávila beträgt knapp 50 km (Fahrtstrecke) in südsüdöstlicher Richtung. Das Klima ist gemäßigt bis warm; der Regen (ca. 461 mm/Jahr) fällt mit Ausnahme der trockenen Sommermonate übers Jahr verteilt.

## Bevölkerungsentwicklung
| Jahr      | 1970 | 1981 | 1991 | 2001 | 2011 | 2021 |
| Einwohner | 505  | 425  | 374  | 291  | 246  | 192  |

## Sehenswürdigkeiten
- Reste der Burganlage
- Kirche Mariä Himmelfahrt